# Довіле Доцкайте
Довіле Доцкайте (лит. Dovilė Dockaitė; нар. 12 грудня 2003) — литовська футболістка, нападниця.

## Клубна кар'єра
Футбольну кар’єру розпочала у клубі «Шешупе» з Вілкавішкіського району. З 2015 року представляв цей клуб. Влітку 2017 року гравчиню запросили до складу дівочої збірної (WU-17), яка того року виступала в литовській жіночій А-Лізі. 2018 рік провела в «МФА-Жальгіріс». Грала в литовській жіночій А-Лізі. 2019 рік представляв вілкавішкіський клуб «Шешупе». Команда виступала в Першій лізі Литви. У 2020 році представляла гаргждайську «Банга». У 2020 році відзначилася 6-ма голами у сезоні А-Ліги. У грудні 2020 року підписала контракт з «Гінтрою». У першій половині сезону 2021 рік епізодично грала в головній команді клубу «Гінтра». Влітку 2021 року переїхала до Вільнюса. З цією командою виступала у складі «МФА-Жальгіріс» та стала віце-чемпіоном Литви. 2022 року повернулася до Шяуляй, де стала однією з основних гравчинь.

## Кар'єра в збірній
WU-15
- 4 серпня 2014 року дебютувала за збірну в поєдинку проти естонок[3]. Відзначилася голом у вище вказаному матчі.
- 6 серпня 2017 року литовки розгромили латишів з рахунком 8:0[4]. Також візначилася голом у вище вказаному матчі.

WU-17
- 24 серпня 2017 року зіграла в матчі проти Австрії[5].

збірна Литви
- 2020 року отримав запрошення до національної збірної[6][7].
- 16 лютого 2022 рік зіграла у товариському матчі проти Узбекистану[8].

## Досягнення
«Гінтра»
- Зимовий кубковий турнір ЛМФА
  -  Чемпіон (1): 2022[9][10]

«МФА-Жальгіріс» (Вільнюс)
- Чемпіонат Литви
  -  Срібний призер (1): 2021

дівоча збірна Литви (WU-17)
- Балтійський кубок
  -  Чемпіон (1): 2018